# Dinarthrum iranicum
Dinarthrum iranicum är en nattsländeart som beskrevs av Schmid 1959. Dinarthrum iranicum ingår i släktet Dinarthrum och familjen kantrörsnattsländor. Inga underarter finns listade i Catalogue of Life.